# Rejowiec
Rejowiec è un comune rurale polacco del distretto di Chełm, nel voivodato di Lublino.
Ricopre una superficie di 106,25 km² e nel 2004 contava 6 763 abitanti.